# Francisco Gomes de Oliveira

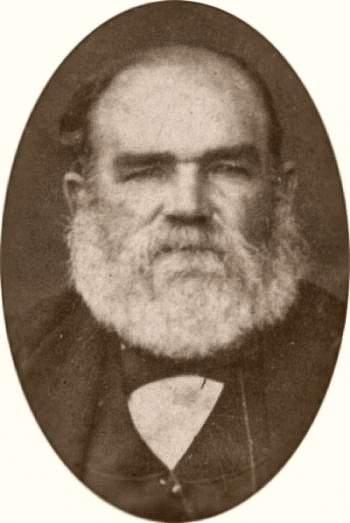
Barão do Sincorá

Francisco Gomes de Oliveira (Ituaçu, 17 de setembro de 1827 - Salvador, 8 de novembro de 1896), primeiro e único barão do Sincorá - foi um nobre e fazendeiro brasileiro.
Fazendeiro baiano dos que, como disse Wilson Lins , "Eram ricos senhores de muitas terras, como o Barão de Sincorá que, podendo viver vida de lordes, na Corte ou na capital da Província, preferiam morar na fazenda, dirigindo seus vaqueiros e negros de lavoura, comandando-os nas vaquejadas, estimulando-os com sua presença nas limpas dos pastos ou nas plantas e colheitas do feijão, do milho, da mandioca."

## Biografia
Era filho do comendador José Pires de Oliveira e de Mariana Souza Gomes. Casou-se em primeiras núpcias com Leovegilda Pires Teixeira, em 1850, que falece cinco anos mais tarde; casou-se novamente com Anna Lizarda de Senna, em 1856 e que falece de parto em 1858, deixando dois filhos: o engenheiro, formado na Europa, Francisco de Oliveira Júnior, que foi o primeiro intendente da terra natal e o bacharel em Direito José Pires de Oliveira e Silva.
Foi Comandante Superior da Guarda Nacional, como Tenente-Coronel (1870); agraciado com a honraria de Cavaleiro da Imperial Ordem da Rosa e, finalmente, Barão do Sincorá, título que remetia à Serra do Sincorá na terra natal, em 20 de junho de 1889.
Foi, graças à sua amizade junto ao Imperador D. Pedro II, responsável direto pela emancipação da terra natal, então com o nome de Vila Agrícola de Nossa Senhora do Alívio do Brejo Grande. Na República lutou para a elevação da vila à condição de cidade, o que efetivou-se um ano após sua morte, na capital do Estado, para onde se deslocara em tratamento de saúde.